# Nikiforou Foka
Nikiforou Foka (in greco Νικηφόρος Φωκάς?) è un ex comune della Grecia nella periferia di Creta (unità periferica di Retimo) con 6.599 abitanti secondo i dati del censimento 2001.
È stato soppresso a seguito della riforma amministrativa, detta Programma Callicrate, in vigore dal gennaio 2011 ed è ora compreso nel comune di Retimo. La località prende il nome dall'imperatore bizantino Niceforo II Foca.
Nel territorio comunale sono compresi i resti dell'antica città di Eleutherna.